# Шибица
Шибица се користи као алат за прављење ватре у контролисаним условима. Она представља преносив и лак начин за стварање ватре. Данашња шибица је направљена од комада дрвета или чврстог папира. Један крај је обложен материјалом најчешће фосфором који може бити потпаљен трењем тог материјала о за то погодну површину. Постоји више хемијских реакција уз помоћ којих се може направити ватра и топлота, али шибица је поред тога релативно нов изум.

## Историја развоја шибица

### Шибице уXIX веку
Иако је ватра стара колико и човек, шибице и њихова једноставност постоје од 1827. године. Енглески лекар Џон Вокер је продавао врх шибе премазан сумпором, назван конгревес (енгл. Congreves). Те прве шибице су представљале вид експлозива и биле су опасност за кориснике. Он није патентирао своји изум, али га је показивао људима. Самјуел Џонс је видео једну његову презентацију после које је почео да производи те, како их је он назвао, Луцифере. После тога их је продавао на тржиштима јужних и западних територија Сједињених Америчких Држава. Биле су познате што су после употребе остављале јак мирис ватромета.
Џошуа Пусеј, адвокат из Филаделфије, је прва особа којој је приписано коришћење кутије за шибице. Поставио је површину за паљење шибица са унутрашње стране, чиме би се све шибице упалиле одједном. Заједно са шибицама које је направио за личну употребу, он је предао права на патент Дајмонд Меч корпорацији 1896. године за 4.000 долара. Он је прву кутију за шибице највероватније направио од картонског материјала, исеченог канцеларијским маказама. Пусеј је свој изум назвао флексиблес (енгл. flexibles). Међутим, не постоје подаци о броју шибица које су се налазиле у кутији. По неким наводима било их је 20, а по другим 50. После куповине патента, компанија је површину за паљење шибица поставила са спољне стране кутије.
Најстарија позната реклама на кутији за шибице потиче из 1895. године. На њој је била реклама са поздравима од Менделсонске опере. Опера је купила око сто кутија шибица, на којима би чланови опере цртали и писали поруке.

### Шибице уXX веку
1910. године компанија Дајмонд Меч је патентирала прву шибицу која на себи није имала сумпор, него је користила фосфор. Годину дана касније, амерички председник Вилијам Тафт је затражио од Дајмонд Меча да преда свој патент, због добробити човечанства. Они су то и урадили 28. јануара 1911. године. После тога, амерички конгрес је поставио нереално високе таксе за производњу фосфорних шибица.
После Другог светског рата производња шибица је била у стабилном порасту. Продавац шибица није могао само да прехрани своју породицу, већ и да им обезбеди ствари које су се сматрале луксузним после рата. Фабрике шибица су се развијале и остваривале велике профите. Популарност шибица је све време кроз историју пратила популарност цигарета. Међутим, овај развој је трајао само до тренутка када се сазнало да је рак претња за сваког пушача.

## Данашње шибице и њихова употреба
бутански упаљачи су у већем делу света углавном заменили шибице, али и поред тога, шибице се и даље производе и користе. На пример, компанија Дајмонд Меч направи више од 12 милијарди шибица годишње. У Сједињеним Америчким Државама се годишње употреби око 500 милијарди шибица.

## Занимљивости
Када су се шибице појавиле у Србији, уобичајен назив за њу у говору био је машина.